# Duseniella
Duseniella é um género botânico pertencente à família Asteraceae.